# Бесконечная война (роман Холдемана)
«Бесконечная война» или «Вечная Война» (англ. The Forever War) — самый известный роман американского писателя Джо Холдемана. Холдеман принимал участие в войне во Вьетнаме и был ранен, эти события оказали большое влияние на его творчество. Антимилитаристская книга является своеобразным ответом на «Звёздный десант» Роберта Хайнлайна.
Роман получил премию «Небьюла» в 1975 году, премию «Хьюго» и премию «Локус» в 1976 году.
Намного позже Холдеман написал два продолжения романа: «Бесконечный мир» (англ. Forever Peace, 1997) и «Бесконечная свобода» (англ. Forever Free, 1999). Три книги образуют цикл «Бесконечная война». Впрочем, «Бесконечный мир» входит туда только условно, поскольку его события не связаны с оригинальным романом и происходят в другом мире.

## Сюжет
С открытием коллапсарных прыжков, появилась возможность межзвездных перелетов. В одном из полётов в созвездии Тельца был уничтожен корабль людей. Автоматический зонд, исполняющий роль черного ящика, следующий за кораблем, зафиксировал на месте гибели земного корабля предполагаемый инопланетный корабль в созвездии Тельца. Все это привело к появлению организации «Исследовательские Силы ООН» (ударение на слове «силы»).
Уильям Манделла, выпускник университета в области физики, от лица которого ведется повествование, призван в отряд ИСООН. Отряд должен будет производить разведку и боевые действия на поверхности других планет, в случае такой необходимости. Обучение на Земле изнурительно. За время подготовки отряда на трансплутонианских планетах из-за экстремальных условий и использования боевого оружия при обучении погибают несколько новобранцев. В состав солдат входят как парни, так и девушки, между которыми происходят беспорядочные половые связи. Однако через сюжетную линию проходит история отношений Манделлы и Мэригей Поттер.
Путешествие между коллапсарами происходит мгновенно. Но от коллапсара до целевой планеты или базы приходится разгоняться с ускорением до 25g до скоростей, сравнимых со скоростью света. Релятивистские эффекты приводят к тому, что субъективное время главного героя отряда всё больше отстаёт от времени Земли. После первой боевой операции, которая закончилась истреблением базы инопланетян, которых назвали Тельциане, для Манделлы прошло всего 2 года субъективного времени, хотя по земному времени прошло 10 лет. Во время возвращения, корабль, на котором возвращаются бойцы, перехватывает корабль противника, происходит погоня, но на скоростях близких к скорости света, сближение до расстояний, когда возможно проводить бой субъективное время тянется неделями. В результате боя — удачно выпущенных ракет корабль преследователей был уничтожен, но преследователь смог атаковать и уничтожить отсек с вооружением и третью команды управляемой ракетой со скоростью 0,9c и размером с гальку. Это показывает что за 10 лет времени путешествия корабли одной стороны технологически совершенствуются, в то время как другая — путешествуют по времени из прошлого в будущее, с места операции к базе или коллапсару.
Выжившие участники первой наземной боевой операции, ветераны, возвращаются на Землю 2024 года.
Земля изменилась: человечество теперь находится в состоянии войны с тельцианами, призывники должны отслужить 5 лет субъективного времени вместо двух лет земного, как было до первой операции. Хоть у ветеранов есть возможность жить на Земле, гражданской жизнью, но секретный указ руководителей ИСООН указывает сделать так, чтобы ветераны не смогли нормально устроиться в мирной жизни и вернулись в армию. Некоторые изменения в обществе такие как: люди живут в огромных зданиях на миллионы человек, пригодная для выращивания пищи земля — ценный ресурс. Считается, что человек не должен хотеть иметь просторное жилище, гомосексуальные отношения поощряются как способ контроля за рождаемостью. Населения порядка 10 миллиардов человек, но половина населения планеты не занята работой и живет на пособие, которое позволяет развлекаться аналогом телевидения и получать необходимый рацион питания. Не найдя себе места в изменившемся мире, Манделла и Поттер возвращаются в армию.
Шансов выжить в боевых операциях у солдат мало. Так, например, следующая боевая операция для Манделлы закочилась едва только начавшись, он теряет ногу, и от шока теряет сознание. Однако остаётся жив благодаря предусмотренным механизмам боевого костюма. Мэригей выживает, но теряет руку. Бой выигрывают земляне, поэтому Манделлу и Поттер спасают. Для них боевые действия пока закончены и они отправляются на планету Небеса для протезирования и восстановления. Небеса — райская планета земного типа, Мэригей и Уильям теперь богатые офицеры, за время космических путешествий их сбережения на депозитных счетах увеличились во много раз. Отпуск подходит к концу и их теперь разлучают на разные боевые операции. Интересно, что планирование следующей операции происходит за много лет до возможности её выполнить, даже до рождения участников операции. Боевые действия с тельцианами идут с переменным успехом. В армии порядка 60 тысяч воюющих, шансов выжить в боевой операции мало, иногда даже при победе больше 50 % личного состава погибает. А с учётом количества операций, в которых выпадет поучаствовать солдату — шансы ничтожны. Коллапсаров открывается всё больше и больше, колонизируются множество планет но и война между человечеством и тельцианами распространилась на всю галактику, и даже на соседнюю — в Магеллановы Облака. Чтобы путешествовать между произвольными далекими звездными системами приходится совершать несколько прыжков от одного коллапсара к другому и потом путешествовать к третьму на субсветовой скорости, чтобы из третьего прыгнуть к четвертому, так что в дальнейшем, с увеличением дальности проведения боевых операций, этот разрыв между субъективным временем и временем Земли растет всё быстрее.
После окончания последней боевой операции остатки группы возвращаются на звёздную базу. Теперь на большинстве планет человечества вместо разнообразия людей живут клоны с идеальным генетическим кодом, с единым сознанием. Самое главное — война закончена 221 год назад. Выжившим рассказывается что война собственно началась без вразумительного повода: многие из первых кораблей исследования и колонизации не возвращались из коллапсарных прыжков назад. Власти снабдили корабли колонистов вооружением для космического боя, и очередная встреча корабля человечества с тельцианами закончилась уничтожением корабля тельциан. Оказалось что война выгодна для власти, управления населением, задавала цель земной экономике, и одновременно объединяла, а не разъединяла людей. Война продолжалась 1443 года, потому что две расы не могли общаться друг с другом. Тельциане к тому времени уже в течение миллионов лет являлист не индивидуальными личностями, а натуральными клонами, возможно с единым сознанием. Они очень давно забыли что такое война, и им пришлось заново учиться воевать у людей. Как только на кораблях человечества появились конклоны (объединения клонов с единым сознанием), удалось вступить в контакт с тельцианами и остановить войну. Началось новое летоисчисление.
Для Уильяма есть хорошие новости, его возлюбленная Мэригей выжила в войне. Вместе с другими офицерами, которые желают ждать сотни лет, она выкупила у ИС ООН крейсер и использует его как машину времени для путешествия в будущее, разгоняясь до субсветовых скоростей, чтобы дожить до времени, когда вернется Уильям. Два ветерана «бесконечной войны» снова встречаются, образуют семью, у них рождается ребенок.
Книга разбита на 4 части:
- Рядовой Манделла (1997—2007 гг. н. э.)
- Сержант Манделла (2007—2024 гг. н. э.)
- Лейтенант Манделла (2024—2389 гг. н. э.)
- Майор Манделла (2458-3143 гг. н. э.)

## Экранизация
В 2008 году Ридли Скотт заявил, что давно собирался снять фильм по мотивам романа, как только истечет 25-летний срок на права экранизации.
В августе 2010 года в блоге Холдемана упоминалось, что сценаристом будущего фильма является Дэвид Пиплз (сценарист «Бегущего по лезвию»), однако позже выяснилось, что над черновиком сценария стал работать Мэтт Карнахан.